# شصت و دومین جشنواره فیلم ونیز
شصت و دومین جشنواره بین‌المللی فیلم ونیز (به انگلیسی: The 62nd annual Venice International Film Festival)در ۳۱ اوت ۲۰۰۵ با اکران هفت شمشیر از تسوی هارک افتتاح شد و در ۱۰ سپتامبر ۲۰۰۵ با نمایش موزیکال شاید عشق پیتر چان بسته شد. ترکیب‌ها توسط مدیر جشنواره مارکو مولر در ۲۸ ژوئیه ۲۰۰۵ در رم معرفی شد. برای اولین بار در تاریخ جشنواره، فیلم‌های دیجیتال می‌توانستند در همه دسته‌ها رقابت کنند.
هایائو میازاکی، فیلم ساز پویانمایی ژاپنی و استفانیا ساندرلی بازیگر ایتالیایی به هرکدام از آنها یک شیر طلایی افتخاری اهدا شد. کوهستان بروکبک در بخش مسابقه اصلی برنده شیر طلایی شد.

## بخش اصلی

### رقابت اصلی
| عنوان انگلیسی                 | عنوان اصلی                | کارگردان           | کشور                                      |
| ----------------------------- | ------------------------- | ------------------ | ----------------------------------------- |
| The Beast in the Heart        | La bestia nel cuore       | کریستینا کومنچینی  | ایتالیا                                   |
| کوهستان بروکبک                | کوهستان بروکبک            | انگ لی             | ایالات متحده آمریکا، کانادا               |
| برادران گریم                  | برادران گریم              | تری گیلیام         | ایالات متحده آمریکا، بریتانیا، جمهوری چک  |
| باغبان وفادار                 | باغبان وفادار             | فرناندو میرلس      | بریتانیا، آلمان، ایالات متحده آمریکا، چین |
| The Days of Abandonment (aka) | روزهای ترک و جدایی        | روبرتو فائنتسا     | ایتالیا                                   |
| حسرت ابدی                     | Cháng Hèn Gē              | استنلی کوان        | هنگ کنگ، چین                              |
| The Fatalist                  | O Fatalista               | ژائو بوتلهو        | پرتغال، فرانسه                            |
| Gabrielle                     | Gabrielle                 | پاتریس شرو         | فرانسه، ایتالیا                           |
| Garpastum                     | Garpastum                 | الکسی الکسویچ گرمن | روسیه                                     |
| شب‌بخیر و موفق باشید           | شب‌بخیر و موفق باشید       | جرج کلونی          | ایالات متحده آمریکا                       |
| Heading South                 | Vers le sud               | لوران کانته        | فرانسه، کانادا                            |
| بانوی انتقام                  | Chinjeolhan geumjassi     | پارک چان-ووک       | کره جنوبی                                 |
| Magic Mirror                  | Espelho Magico            | مانوئل دی الیویرا  | پرتغال                                    |
| Mary                          | Mary                      | ایبل فرارا         | ایتالیا، فرانسه، ایالات متحده آمریکا      |
| Persona Non Grata             | Persona Non Grata         | کشیشتف زانوسی      | لهستان، ایتالیا، روسیه، فرانسه            |
| برهان                         | برهان                     | جان مدن            | ایالات متحده آمریکا                       |
| Regular Lovers                | Les amants réguliers      | فیلیپ گارل         | فرانسه                                    |
| عشق و سیگار                   | عشق و سیگار               | جان تورتورو        | ایالات متحده آمریکا                       |
| شب دوم عروسی                  | La seconda notte di nozze | پوپی آواتی         | ایتالیا                                   |
| Takeshis'                     | Takeshis'                 | تاکشی کیتانو       | ژاپن                                      |

عنوان برجسته شده برنده جایزه شیر طلایی است.
| رویداد ویژه: شیر طلایی برای یک عمر دستاورد برای هایائو میازاکی | رویداد ویژه: شیر طلایی برای یک عمر دستاورد برای هایائو میازاکی | رویداد ویژه: شیر طلایی برای یک عمر دستاورد برای هایائو میازاکی | رویداد ویژه: شیر طلایی برای یک عمر دستاورد برای هایائو میازاکی |
| عنوان انگلیسی                                                  | عنوان اصلی                                                     | سال                                                            | کشور                                                           |
| -------------------------------------------------------------- | -------------------------------------------------------------- | -------------------------------------------------------------- | -------------------------------------------------------------- |
| نائوشیکا از دره باد (فیلم)                                     | Kaze no Tani no Naushika                                       | ۱۹۸۴                                                           | ژاپن، ایالات متحده آمریکا                                      |
| پورکو روسو                                                     | Kurenai no Buta                                                | ۱۹۹۲                                                           | ژاپن                                                           |
| On Your Mark                                                   | Jiburi Jikkengekijō On Yua Māku                                | ۱۹۹۵                                                           | ژاپن                                                           |